# Аденостилес
Аденостилес (лат. Adenostyles) — род многолетних травянистых растений семейства Астровые (Asteraceae).

## Ботаническое описание
Многолетние травянистые растения, голые или опушённые. Листья на длинных черешках. Цветки трубчатые, в гомогамных корзинках, собранных в общее зонтиковидное соцветие; пурпуровые или мясокрасные, редко белые. Прицветники из одного ряда листьев.

## Таксономия
По информации базы данных The Plant List, род включает 10 видов:
- Adenostyles alliariae (Gouan) A.Kern. — Аденостилес чесночный, или Аденостилес чесночницелистный
- Adenostyles alpina (L.) Bluff & Fingerh.
- Adenostyles briquetii Gamisans
- Adenostyles ×canescens Sennholz
- Adenostyles dubia Rchb.f.
- Adenostyles leucophylla (Willd.) Rchb.
- Adenostyles macrophylla (M.Bieb.) Czerep.
- Adenostyles platyphylloides (Sommier & Levier) Czerep.
- Adenostyles rhombifolia (Willd.) Pimenov
- Adenostyles similiflorus (Kolak.) Konechn.